# 惠伯談
惠伯談（？—？），姬姓，名談，晋襄公的小儿子桓叔捷之子。
惠伯談的伯父晋灵公夷皋荒淫无道，桓叔捷携子避难于周，惠伯談死后，谥号惠。前573年，其子周继位，是为晋悼公。由晋悼公有兄及弟杨干来看，惠伯谈至少有三子。